# Ricardo Enrique Herraiz
Ricardo Enrique Herraiz (ur. w 1941 w Sztokholmie) – malarz i artysta pochodzenia hiszpańsko-szwedzkiego. Prezentuje głównie sztukę naiwną.
Swoją miłość do malarstwa rozpoczął we wczesnym dzieciństwie. W 1960 roku rozpoczął studia w tym kierunku, co było naturalną konsekwencją jego zainteresowań i marzeń. Studiował w Szwecji i Norwegii pod kierunkiem Jöran Salmson i Bjorn Engelbertseng. Pod wpływem ojca rozpoczął także studia w Wyższej Szkole Handlowej. Później dzielił czas między dwa kraje - Szwecję i Włochy, natomiast jego pierwsza wystawa miała miejsce w Hiszpanii.
Po studiach zajmował się pracą w dyplomacji oraz ukochanym malarstwem. Odnajdywał się w różnych stylach i cały czas rozwijał swój własny. Duży wpływ na jego twórczość miał jego hiszpański nauczyciel i zarazem przyjaciel Antonio Valverde.
Obrazy były wystawione w galeriach i muzeach w Hiszpanii, Szwecji, Holandii, Polsce, Niemczech i USA.